# Josef Mazanec
Josef Alfred Mazanec (* 3. Jänner 1947 in Wien) war als ordentlicher Universitätsprofessor 1981–2010 Leiter des Instituts für Tourismus- und Freizeitwirtschaft an der Wirtschaftsuniversität Wien (WU Wien) und ist seit 2011 Professor am Department of Tourism and Hospitality Management der in englischer Sprache betriebenen Modul University Vienna.

## Ausbildung
Nach seiner Matura studierte Mazanec 1965–1968 an der damaligen Hochschule für Welthandel und schloss das Studium 1969 mit dem Grad Diplomkaufmann ab. Im Anschluss daran belegte er 1968–1972 ein Doktoratsstudium, das er 1972 mit der Promotion zum Dr. rer. comm. abschloss. Seine Fachgebiete waren Marketing und Marktforschung. 1979 habilitierte sich Mazanec an der WU Wien und erhielt die Venia docendi, die akademische Lehrbefugnis.

## Berufliches
1970–1981 war Mazanec vorerst als Assistent am Institut für Werbung und Marktforschung der 1975 in Wirtschaftsuniversität umbenannten Hochschule für Welthandel in Wien, später als außerordentlicher Universitätsprofessor tätig. 1971–1981 war er überdies österreichischer Delegierter bei der European Association of Advertising Agencies (EAAA).
1981 wurde er als Nachfolger von Paul Bernecker, 1952–1965 Leiter des Vorläufers der Österreich Werbung, Vorstand des Instituts für Tourismus- und Freizeitwirtschaft.
Weiters war Mazanec 1997–2002 Vizerektor der WU Wien für Forschung und langjähriger Leiter des Universitätslehrgangs für Tourismuswirtschaft.
In den von ihm persönlich betriebenen Forschungen ging es Mazanec um das Konsumentenverhalten im Tourismus, um die Nutzbarmachung wissenschaftlicher Erkenntnisse in der praktischen Marketingarbeit der Tourismusbranche und um den Themenkomplex Informationstechnologie und Tourismus. Eine seiner herausragenden Arbeiten war die Entwicklung eines Budgetoptimierungsmodells für die Allokation der Werbeetats von Tourismusorganisation. Die in diesem Modell benötigten Daten führten später zur Entwicklung des in Europa führenden
Marketinginformationssystems TourMIS.

## Mitgliedschaften
Josef Mazanec ist unter anderem Mitglied folgender Vereinigungen:
- International Academy for the Study of Tourism (IAST), Gründungsmitglied
- American Marketing Association (AMA)
- European Marketing Academy (EMAC)
- Travel & Tourism Research Association
- Association Internationale d’Experts Scientifiques du Tourisme (AIEST), Board Member 1984–1994
- Vorstandsmitglied, Österreichische Gesellschaft für Angewandte Forschung in der Tourismus- und Freizeitwirtschaft (ÖGAF), Vizepräsident 1981–1997

## Werke
Quelle: Andreas H. Zins, Sara Dolnicar: Building tourism knowledge through quantitative analysis: the legacy of Josef Mazanec. In: International Journal of Culture, Tourism and Hospitality Research. ISSN 1750-6182, Emerald Group Publishing, Bingley (West Yorkshire), England 2012, Vol. 6, Issue 4
- F. Davies, M. Goode, J. A. Mazanec, L. Moutinho: LISREL and neural network modelling: two comparison studies. In: Journal of Retailing and Consumer Services. Vol. 6 No. 4, 1999, S. 249–261.
- W. Ender, R. Fuhri, J. A. Mazanec, M. Steiner: Von der Hotelbetriebslehre zur Management Science des Tourismus? – Zeitgemäße Aufgaben einer Betriebswirtschaftslehre des Fremdenverkehrs. In: der markt. Vol. 85, 1983, S. 36–46.
- N. Franke, J. A. Mazanec: The six scientific identities of marketing: a vector quantization of research approaches. In: European Journal of Marketing. Vol. 40 Nos 5/6, 2006, S. 634–61.
- H. Hruschka, J. A. Mazanec: Computer-assisted travel counseling. In: Annals of Tourism Research. Vol. 7 No. 2, 1990, S. 208–227.
- J. A. Mazanec: Einstellungsmessung in der Marketingforschung: eindimensional-summativ oder mehrdimensional? In: der markt. Vol. 55 No. 3, 1975, S. 89–92.
- J. A. Mazanec: Classifying tourists into market segments: a neural network approach. In: Journal of Travel and Tourism Marketing. Vol. 1 No. 1, 1992, S. 39–59.
- J. A. Mazanec: Introducing learning and adaptivity into web-based recommender systems for tourism and leisure services. In: Tourism Review / Zeitschrift für Tourismus. Vol. 57 No. 4, 2002, S. 8–14.
- J. A. Mazanec: Zauberlehrlings BeSEM – oder was Anwender über Ge- und Missbrauch des Structural Equation Modeling in der betriebswirtschaftlichen Forschung wissen sollten. In: Werbeforschung and Praxis. Vol. 52 No. 1, 2007, S. 25–30.
- J. A. Mazanec: Exploring tourist satisfaction with nonlinear structural equation modeling and inferred causation analysis. In: Journal of Travel and Tourism Marketing. Vol. 21 No. 4, 2007, S. 73–90.
- J. A. Mazanec: New frontiers in tourist behavior research: steps toward causal inference from non-experimental data. In: Asia Pacific Journal of Tourism Research. Vol. 12 No. 3, 2007, S. 223–235.
- J. A. Mazanec: Unravelling myths in tourism research. In: Tourism Recreation Research. Vol. 34 No. 3, 2009, S. 319–323.
- J. A. Mazanec, A. Ring, B. Stangl, K. Teichmann: Usage patterns of advanced analytical methods in tourism research 1988–2008: a six journal survey. In: Information Technology and Tourism. Vol. 12 No. 1, 2010, S. 17–46.
- H. Strasser, J. A. Mazanec: A Nonparametric Approach to Perception-Based Market Segmentation: Foundations. Springer, New York, NY 2000.